# 1980年の全日本フォーミュラ・パシフィック選手権
1980年の全日本フォーミュラ・パシフィック選手権は、1980年（昭和55年）1月13日に鈴鹿サーキットで開幕し、同年11月1日 - 11月2日に鈴鹿サーキットで閉幕した全8戦によるシリーズである。

## スケジュール及び勝者
|       | 開催日            | 開催場所           | イベント名                                             | 優勝者     |
| ----- | ----------------- | ------------------ | ------------------------------------------------------ | ---------- |
| 第1戦 | 1月13日           | 鈴鹿サーキット     | 新春鈴鹿300㎞自動車レース                              | 長谷見昌弘 |
| 第2戦 | 3月2日            | 筑波サーキット     | RRC筑波チャンピオンズ第1戦                             | 長谷見昌弘 |
| 第2戦 | 4月13日           | 富士スピードウェイ | テレビ朝日杯日本フォーミュラ選手権レース大会           | 中嶋悟     |
| 第3戦 | 4月27日           | 筑波サーキット     | レース・ド・ニッポン筑波                               | 長谷見昌弘 |
| 第4戦 | 6月8日            | 筑波サーキット     | 筑波チャレンジカップレース第2戦                        | 長谷見昌弘 |
| 第6戦 | 8月31日           | 筑波サーキット     | RRC筑波チャンピオンズレース第3戦                       | 中嶋悟     |
| 第7戦 | 9月14日           | スポーツランドSUGO | RSオリジナルホイール日本フォーミュラパシフィックレース | 長谷見昌弘 |
| 第8戦 | 11月1日 - 11月2日 | 鈴鹿サーキット     | JAF鈴鹿グランプリ自動車レース                          | 長谷見昌弘 |